# Nalini Anantharaman
Nalini Florence Anantharaman (París, França, 26 de febrer de 1976) és una matemàtica francesa, guanyadora de diversos guardons científics incloent el Premi Henri Poincaré l'any 2012.

## Biografia
Anantharaman va néixer a París l'any 1976, filla de dos matemàtics i professors de la Universitat d'Orleans. Va entrar a l'Escola Normal Superior al 1994, i va completar el seu doctorat sota la direcció de François Ledrappier l'any 2000 a la Universitat Pierre i Marie Curie de París. Després d'això, va ocupar places de professora associada a l'Escola Normal Superior de Lió i a l'École Polytechnique.
Al 2009, es va convertir en catedràtica de la Universitat de París Sud, i després va passar un any com a professora ajudant a la Universitat de Califòrnia a Berkeley. Entre gener i juny de 2013, va treballar a l'Institut d'Estudis Avançats de Princeton. En l'actualitat, és professora a la Universitat d'Estrasburg.
L'any 2012, va guanyar el Premi Henri Poincaré en física matemàtica, compartit amb Freeman Dyson, Barry Simon i Sylvia Serfaty, pel seu treball en «caos quàntic, sistemes dinàmics i l'equació de Schrödinger, incloent un avanç destacable en el problema de la unicitat de l'ergodicitat quàntica». El 2011, va guanyar el Premi Salem, lliurat a investigadors en sèries de Fourier. També al 2011 va guanyar el Premi Jacques Herbrand de l'Acadèmia de Ciències de França. Al 2015, Anantharaman va ser triada membre de l'Acadèmia Europaea. Va ser ponent plenària al Congrés Internacional de Matemàtics de 2018.
L'any 2018, pel seu treball sobre el caos quàntic se li va lliurar el Premi Infosys en matemàtiques, un dels majors premis de l'Índia per reconèixer la seva excel·lència en ciència i recerca.